# Dowództwo Sojuszniczych Sił Powietrznych AIRCOM

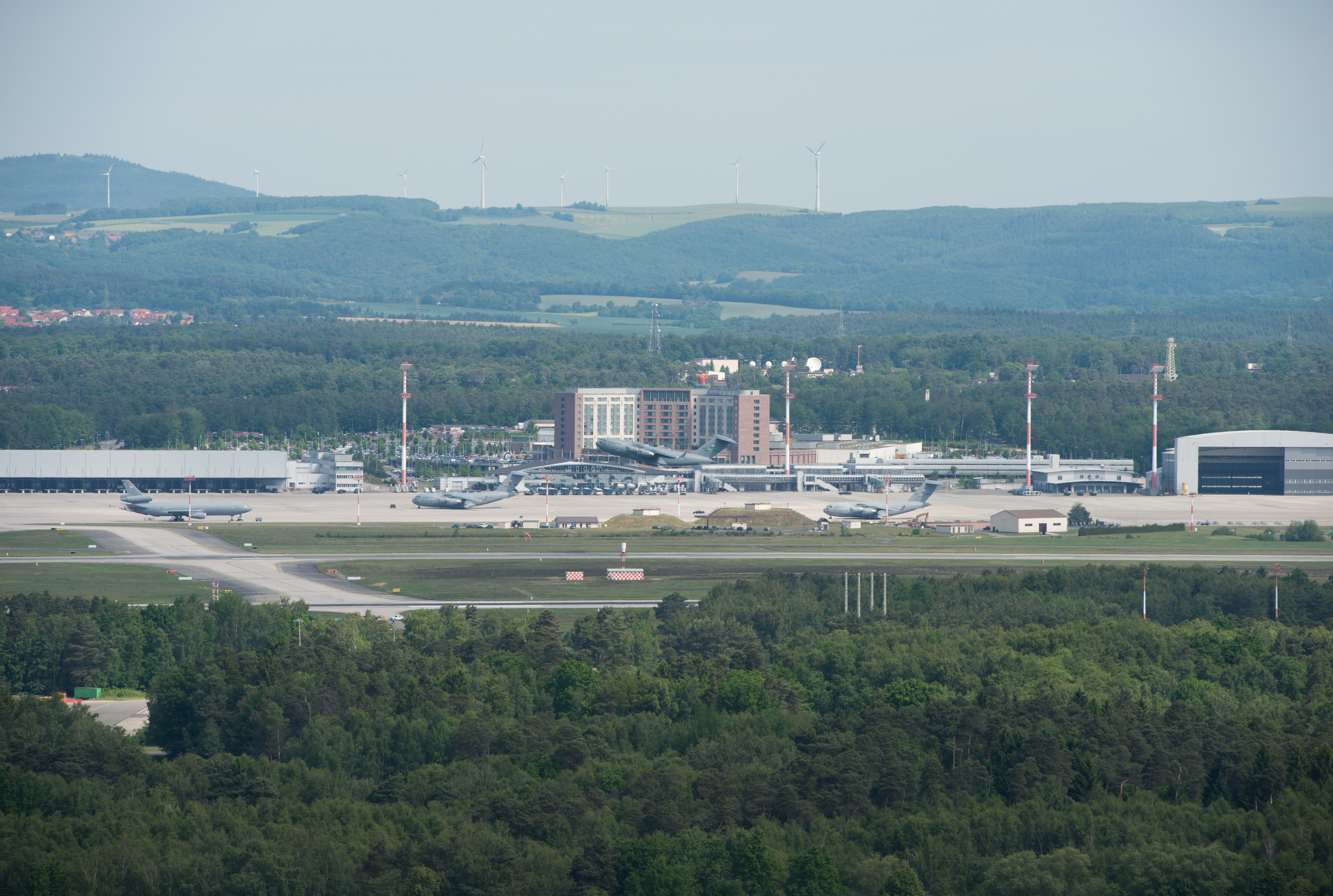
Widok na bazę lotniczą w Ramstein

Dowództwo Sojuszniczych Sił Powietrznych (ang. Allied Air Command AIRCOM) – struktura dowodzenia NATO podległa Dowództwu Sił Sojuszniczych NATO ds. Operacji ACO; Ramstein.

## Historia
Po rozpadzie Związku Radzieckiego i zakończeniu „zimnej wojny” podjęto szereg decyzji w zakresie restrukturyzacji struktur dowodzenia NATO. W 1993 zintegrowano Dowództwo Połączonych Sił Powietrznych Centralnej Europy AAFCE w Ramstein, dowództwo 2 ATAF w Mönchengladbach oraz dowództwo 4 ATAF w Heidelbergu i utworzono Dowództwo Połączonych Sił Powietrznych Centralnej Europy AIRCENT. Nowo powstałemu dowództwu podporządkowano trzy połączone stanowiska dowodzenia lotnictwa taktycznego i obrony powietrznej (2., 3. i 4. CAOC).
We wrześniu 1999 po raz kolejny zreformowano strukturę dowodzenia NATO. Nowa struktura nadal opierała się na trzech szczeblach dowodzenia. Przemianowano między innymi Główne Podporządkowane Dowództwa (Principal Subordinate Commands – PSCs) na Dowództwa Komponentów i Połączone Dowództwa Subregionalne JSRC. Dowództwo Połączonych Sił Powietrznych Europy Centralnej AIRCENT przemianowano na Dowództwo Komponentu CC AIRNORTH, pozostawiając je w Ramstein. W wyniku dalszych zmian organizacyjnych, a także powiększania NATO o nowych członków, w 2013 powstało Dowództwo Sojuszniczych Sił Powietrznych AIRCOM.

## Charakterystyka
Dowództwo Sojuszniczych Sił Powietrznych jest odpowiedzialne za planowanie kierunków sojuszniczych operacji dla komponentu powietrznego i misji, utrzymanie obrony przeciwrakietowej oraz zabezpieczenie sojuszniczych sił powietrznych na misjach i operacjach, wliczając w to stałe siły. Dowództwo ma swoją siedzibę w Ramstein (Niemcy).

## Struktura organizacyjna
W 2013 i 2023
- Dowództwo Sojuszniczych Sił Powietrznych AIRCOM – Ramstein
  - Połączone Stanowisko Dowodzenia Lotnictwa Taktycznego i Obrony Powietrznej CAOC – Torrejón de Ardoz
  - Połączone Stanowisko Dowodzenia Lotnictwa Taktycznego i Obrony Powietrznej CAOC – Uedem
  - Mobilne Centrum Dowodzenia i Kontroli Sił Powietrznych DACCC – Poggio Renatico